# Boucoiran-et-Nozières
Boucoiran-et-Nozières is een gemeente in het Franse departement Gard (regio Occitanie). De plaats maakt deel uit van het arrondissement Alès. Boucoiran-et-Nozières telde op 1 januari 2022 995 inwoners.

## Geografie
De oppervlakte van Boucoiran-et-Nozières bedroeg op 1 januari 2022 14,52 vierkante kilometer; de bevolkingsdichtheid was toen 68,5 inwoners per km².

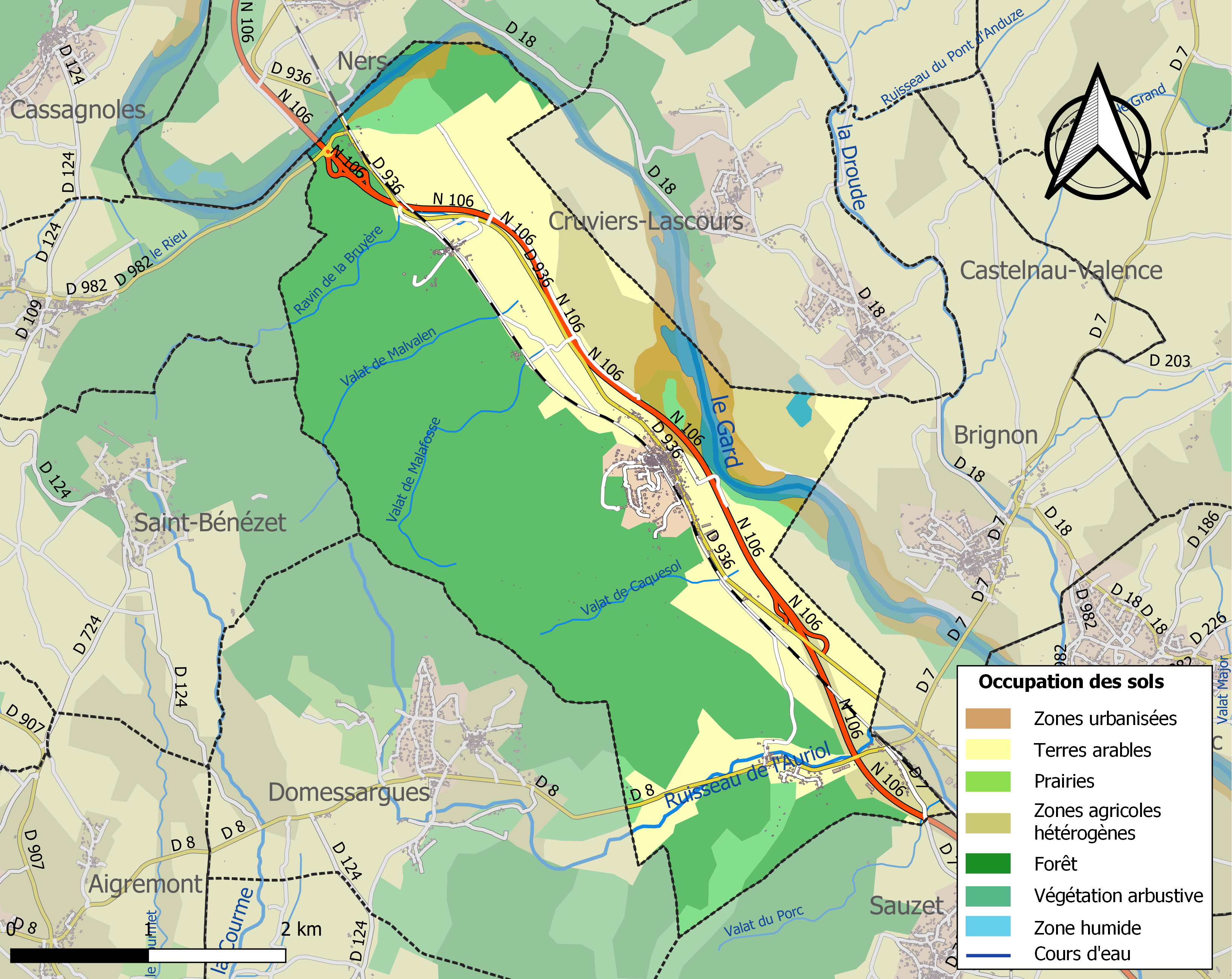
Kaart van de gemeente met belangrijkste infrastructuur, bodemgebruik en omliggende gemeenten

## Verkeer
In de gemeente liggen de spoorweghaltes Boucoiran en Nozières-Brignon

## Demografie
Onderstaande figuur toont het verloop van het inwonertal (bron: INSEE-tellingen).